# Eta Corvi
Eta Corvi (η Crv / 8 Corvi / HD 109085 / HR 4775) es una estrella de magnitud aparente +4,31 en la constelación de Corvus. Se encuentra a 59 años luz del sistema solar.
Aunque en un principio se pensó que Eta Corvi era una estrella gigante o subgigante, hoy no existe duda de que es una estrella de la secuencia principal de tipo espectral F2V. Tiene una temperatura efectiva de 6815 K y es un 43% más masiva que el Sol, estando su edad comprendida entre 1000 y 1300 millones de años. Es casi 5 veces más luminosa que el Sol y su radio es 1,6 veces más grande que el radio solar. Su velocidad de rotación proyectada es de 68 km/s, completando un giro en menos de 1,33 días. Emite rayos X generados por la actividad magnética de la estrella.
El satélite IRAS ha detectado un exceso de radiación infrarroja procedente de Eta Corvi. Observaciones en la banda submilimétrica —longitudes de onda entre el infrarrojo lejano y las microondas— confirman la presencia de un exceso de polvo en órbita alrededor de la estrella, con una masa en torno al 60% de la masa de la Luna y una temperatura de 80 K. Los datos indican la existencia de un disco circunestelar con un radio máximo de 180 UA de la estrella.
Observaciones recientes muestran que la mayor parte de las 100 UA interiores están relativamente limpias de material, lo que sugiere que puede haber sido despejado por un sistema planetario. Asimismo, hay cierta evidencia de un posible componente adicional con una temperatura aproximada de 370 ± 60 K, implicando una distancia respecto a la estrella de 1 - 2 UA, si bien su existencia no ha sido confirmada.